# Гуфферн-ан-Ож
Гуфферн-ан-Ож (фр. Gouffern en Auge) — муніципалітет у Франції, у регіоні Нижня Нормандія, департамент Орн. Гуфферн-ан-Ож утворено 1 січня 2017 року шляхом злиття муніципалітетів Обрі-ан-Ексм, Аверн-су-Ексм, Ле-Бур-Сен-Леонар, Шамбуа, Ла-Кошер, Курменій, Ексм, Фель, Оммеель, Сен-П'єрр-ла-Рив'єр, Сії-ан-Гуфферн, Сюрві, Юру-е-Кренн i Вільбаден. Адміністративним центром муніципалітету є Сії-ан-Гуфферн. Населення — 3660 осіб (01.01.2021).